# José Ochoa (piłkarz)
José Guillermo Ochoa de León (ur. 3 lutego 2001) – gwatemalski piłkarz występujący na pozycji ofensywnego pomocnika, reprezentant Gwatemali, od 2018 roku zawodnik Malacateco.